# تپه چغاپنجعلی
تپه چغاپنجعلی در شهرستان فارسان، بخش مرکزی، جنوب شهر فارسان واقع شده و این اثر در تاریخ ۱۲ شهریور ۱۳۸۶ با شمارهٔ ثبت ۱۹۵۲۶ به‌عنوان یکی از آثار ملی ایران به ثبت رسیده است.